# Морозы (Марий Эл)
Морозы (мар. Мороз) — опустевшая деревня в Куженерском районе Республики Марий Эл. Входит в состав Русскошойского сельского поселения.

## География
Находится в северо-восточной части республики Марий Эл на расстоянии приблизительно 16 км на юг-юго-восток от районного центра посёлка Куженер.

## История
Известна с 1859 года как казённый починок При речке Изимбирка, в котором было 4 двора, проживало 29 человек. В 1874 году починок состоял из 10 домов, проживали русские, 58 человек. В 1925 году в деревне проживал 81 человек. С начала 1960-х годов жители стали уезжать из деревни. В 1960 году в деревне было 15 хозяйств, проживало 58 человек, в 1975 — 16 и 60, в 1980 — 6 и 18. В 2004 году в деревне Морозы оставались ещё 3 хозяйства. В советское время работал колхоз «Трудовик».

## Население
В 2002 году население составляло 7 человек (русские 100 %), 0 в 2010.